# Sci alpino ai XXI Giochi olimpici invernali - Supergigante maschile
Tra le competizioni dello sci alpino ai XXI Giochi olimpici invernali di Vancouver 2010 il supergigante maschile si disputò venerdì 19 febbraio sulla pista Dave Murray di Whistler; il norvegese Aksel Lund Svindal vinse la medaglia d'oro e gli statunitensi Bode Miller e Andrew Weibrecht si aggiudicarono rispettivamente quelle d'argento e quella di bronzo.
Per Svindal e per Miller si trattò della seconda medaglia ai Giochi di Vancouver dopo quella vinta nella discesa libera del 15 febbraio (rispettivamente argento e bronzo), mentre il bronzo andò a uno sciatore, Weibrecht, che prima di allora non aveva ottenuto risultati di rilievo.
Detentore uscente del titolo era il norvegese Kjetil André Aamodt, che aveva vinto la gara dei XX Giochi olimpici invernali di Torino 2006 disputata sul tracciato di Sestriere precedendo l'austriaco Hermann Maier Joël Chenal (medaglia d'argento) e lo svizzero Ambrosi Hoffmann (medaglia di bronzo); il campione mondiale in carica era lo svizzero Didier Cuche, vincitore a Val-d'Isère 2009 davanti all'italiano Peter Fill e allo stesso Svindal.

## Risultati
| Pos. | Atleta                         | Nazione       | Tempo   | Distacco |
| ---- | ------------------------------ | ------------- | ------- | -------- |
| 1    | Aksel Lund Svindal             | Norvegia      | 1:30,34 |          |
| 2    | Bode Miller                    | Stati Uniti   | 1:30,62 | +0,28    |
| 3    | Andrew Weibrecht               | Stati Uniti   | 1:30,65 | +0,31    |
| 4    | Werner Heel                    | Italia        | 1:30,67 | +0,33    |
| 5    | Erik Guay                      | Canada        | 1:30,68 | +0,34    |
| 6    | Christof Innerhofer            | Italia        | 1:30,73 | +0,39    |
| 7    | Patrick Staudacher             | Italia        | 1:30,74 | +0,40    |
| 8    | Carlo Janka                    | Svizzera      | 1:30,83 | +0,49    |
| 9    | Tobias Grünenfelder            | Svizzera      | 1:30,90 | +0,56    |
| 10   | Didier Cuche                   | Svizzera      | 1:31,06 | +0,72    |
| 11   | Aleš Gorza                     | Slovenia      | 1:31,07 | +0,73    |
| 12   | Kjetil Jansrud                 | Norvegia      | 1:31,21 | +0,87    |
| 13   | Adrien Théaux                  | Francia       | 1:31,24 | +0,90    |
| 14   | Benjamin Raich                 | Austria       | 1:31,35 | +1,01    |
| 15   | Didier Défago                  | Svizzera      | 1:31,43 | +1,09    |
| 16   | Ivica Kostelić                 | Croazia       | 1:31,47 | +1,13    |
| 17   | Georg Streitberger             | Austria       | 1:31,49 | +1,15    |
| 18   | Andrej Šporn                   | Slovenia      | 1:31,58 | +1,24    |
| 19   | Ted Ligety                     | Stati Uniti   | 1:31,70 | +1,36    |
| 20   | Mario Scheiber                 | Austria       | 1:31,93 | +1,59    |
| 21   | Michael Walchhofer             | Austria       | 1:32,00 | +1,66    |
| 22   | Guillermo Fayed                | Francia       | 1:32,03 | +1,69    |
| 23   | Jan Hudec                      | Canada        | 1,32,09 | +1,75    |
| 23   | Marco Sullivan                 | Stati Uniti   | 1:32,09 | +1,75    |
| 25   | Lars Elton Myhre               | Norvegia      | 1:32,36 | +2,02    |
| 26   | Ivan Ratkić                    | Croazia       | 1:32,67 | +2,33    |
| 27   | Ferrán Terra                   | Spagna        | 1:32,75 | +2,41    |
| 28   | Aleksandr Chorošilov           | Russia        | 1:32,84 | +2,50    |
| 29   | Craig Branch                   | Australia     | 1:32,89 | +2,55    |
| 30   | Jono Brauer                    | Australia     | 1:32,92 | +2,58    |
| 31   | Gauthier de Tessières          | Francia       | 1:33,17 | +2,83    |
| 32   | Ed Drake                       | Gran Bretagna | 1:33,20 | +2,86    |
| 33   | Roger Vidosa                   | Andorra       | 1:33,65 | +3,31    |
| 34   | Petr Záhrobský                 | Rep. Ceca     | 1:33,83 | +3,49    |
| 35   | Paul de la Cuesta              | Spagna        | 1:34,03 | +3,69    |
| 36   | Stepan Zuev                    | Russia        | 1:34,13 | +3,79    |
| 37   | Jaroslav Babušiak              | Slovacchia    | 1:35,25 | +4,91    |
| 38   | Tim Cafe                       | Nuova Zelanda | 1:35,55 | +5,21    |
| 39   | Kevin Esteve                   | Andorra       | 1:35,67 | +5,33    |
| 40   | Johnny Albertsen               | Danimarca     | 1:35,69 | +5,35    |
| 41   | Stefan Georgiev                | Bulgaria      | 1:36,32 | +5,98    |
| 42   | Maui Gayme                     | Cile          | 1:36,56 | +6,22    |
| 43   | Igor Zakurdaev                 | Kazakistan    | 1:36,97 | +6,63    |
| 44   | Andrej Drygin                  | Tagikistan    | 1:38,03 | +7,69    |
| 45   | Stefan Jon Sigurgeirsson       | Islanda       | 1:39,12 | +8,78    |
|      | Stephan Keppler                | Germania      | DNF     | DNF      |
|      | Manuel Osborne-Paradis         | Canada        | DNF     | DNF      |
|      | Andrej Jerman                  | Slovenia      | DNF     | DNF      |
|      | Robbie Dixon                   | Canada        | DNF     | DNF      |
|      | Patrik Järbyn                  | Svezia        | DNF     | DNF      |
|      | Marco Büchel                   | Liechtenstein | DNF     | DNF      |
|      | Natko Zrnčić-Dim               | Croazia       | DNF     | DNF      |
|      | Hans Olsson                    | Svezia        | DNF     | DNF      |
|      | David Poisson                  | Francia       | DNF     | DNF      |
|      | Andreas Romar                  | Finlandia     | DNF     | DNF      |
|      | Benjamin Griffin               | Nuova Zelanda | DNF     | DNF      |
|      | Truls Ove Karlsen              | Norvegia      | DNF     | DNF      |
|      | Sergej Majtakov                | Russia        | DNF     | DNF      |
|      | Jorge Mandrú                   | Cile          | DNF     | DNF      |
|      | Arni Thorvaldsson              | Islanda       | DNF     | DNF      |
|      | Peter Fill                     | Italia        | DSQ     | DSQ      |
|      | Andrej Križaj                  | Slovenia      | DSQ     | DSQ      |
|      | Martin Vráblík                 | Rep. Ceca     | DSQ     | DSQ      |
|      | Cristian Javier Simari Birkner | Argentina     | DSQ     | DSQ      |

Legenda:

DNF = prova non completata

DSQ = squalificato

Pos. = posizione

Ore: 11.30 (UTC-8)

Pista: Dave Murray

Partenza: 1 440 m s.l.m.

Arrivo: 825 m s.l.m.

Lunghezza: 2 076 m

Dislivello: 615 m

Porte: 44 m

Tracciatore: Giovanni Luca Rulfi (Italia)